# Anastasia (hoorspel)
Anastasia is een hoorspel dat gebaseerd is op de gelijknamige 20th Century Fox-film van Anatole Litvak (1956). De AVRO zond het uit op donderdag 30 november 1967. De regisseur was Dick van Putten. De uitzending duurde 80 minuten.

## Rolbezetting
- Elisabeth Versluys (Anastasia)
- Leo de Hartogh (generaal Sergei Bounine)
- Huib Orizand (Boris Chernov)
- Paul Deen (Petrovin)
- Vera Bondam (de keizerin-weduwe)
- Wiesje Bouwmeester (Madame de Lissenskaia)
- Wam Heskes (generaal Kavalensky)
- Tine Medema (gravin Baranova)
- Eva Janssen (barones Von Livenbaum)
- Frans Somers (prins Paul)
- Harry Bronk (Mikhail Vladov)

## Inhoud
Het hoorspel speelt na de Eerste Wereldoorlog, omstreeks 1922, voor de ene helft in Parijs, voor de andere in Kopenhagen. Een aantal voor de revolutie uitgeweken Russen wil zich meester maken van het bedrag van tien miljoen pond dat de tsaar bij leven en welzijn had vastgezet op de Bank van Engeland op naam van zijn dochter. Zaak is nu die dochter, over wie allerlei verhalen de ronde doen, te vinden. Heeft zij met haar hele familie de dood gevonden, of is zij de enige die aan het vuurpeloton wist te ontsnappen? Die vraag brandt de naar West-Europa uitgeweken Russen, meestal goed bekend met de tsarenfamilie, op de lippen. Een van hen, generaal Bounine, meent Anastasia in een Frans tehuis voor zwakzinnigen te hebben ontdekt. Of liever: hij is er zeker van dat zij het niét is, maar de gelijkenis is frappant en na wat training en het “opfrissen” van haar geheugen is Bounine ervan overtuigd de Russische kenners van het keizerlijke hof met deze pseudo-Anastasia een rad voor de ogen te kunnen draaien. De rijke buit in de Bank van Engeland ligt daarmee tevens voor het grijpen…